# Modifiche territoriali causate dalla seconda guerra mondiale
Modifiche territoriali causate dalla seconda guerra mondiale. Le modifiche si riferiscono ai confini degli Stati nei confini del 1º gennaio 1938, pertanto esclusi i cambiamenti avvenuti successivamente, che sono ritenuti nulli.

## Alleati

### Unione Sovietica
- Occupa e ingloba forzatamente: Estonia, Lettonia e Lituania
- Ottiene il Kresy, la zona occupata in Polonia
- Ottiene il fiordo di Petsamo, la città di Porkkala e una zona del sud-est finnico
- Ottiene il nord della Prussia Orientale (odierno Oblast' di Kaliningrad)
- Ottiene la Rutenia dalla Cecoslovacchia (la regione era controllata fin dal 1939 dall'Ungheria)
- Ottiene la Bessarabia e la Bucovina settentrionale dalla Romania
- Ottiene le Isole Curili e la parte meridionale dell'isola di Sachalin dal Giappone
- Annette la Repubblica Popolare di Tuva

### Jugoslavia
- Ottiene quasi tutta la Venezia Giulia, Zara, Lagosta e Pelagosa dall'Italia

### Francia
- Ottiene dall'Italia Briga Marittima e Tenda, la frazione di Piena del comune di Olivetta San Michele, l'ospizio del Piccolo San Bernardo, Monte Chaberton presso Sestriere, gran parte della Valle Stretta presso Bardonecchia, il lago del Moncenisio, il colle del Moncenisio e una parte del comune di Claviere dall'Italia
- Ottiene il protettorato sulla Saarland
- Recupera le colonie perdute eccetto Siria e Libano

### Regno Unito
- Nessun ampliamento territoriale rispetto al 1º gennaio 1938

### Polonia
- Cede all'Unione Sovietica il Kresy
- Ottiene quasi tutta la Prussia orientale, la Posnania, quasi tutta la Pomerania e la Slesia dalla Germania

### Cecoslovacchia
- Viene reintegrata nella sua indipendenza
- Cede la Rutenia all'Unione Sovietica
- Ottiene Rusovce, Jarovce e Čunovo dall'Ungheria

### Cina
- Ottiene la Manciuria e le altre zone occupate dall'Impero giapponese
- Ottiene la concessione di Tientsin dall'Italia

### Grecia
- Ottiene il Dodecaneso dall'Italia

### Albania
- Riottiene ufficialmente l'indipendenza dall'Italia e ottiene l'isola di Saseno dall'Italia

### Etiopia
- Riottiene ufficialmente l'indipendenza dall'Italia e ottiene l'Eritrea dall'Italia

### Stati Uniti d'America
- Ottengono le Isole Marianne, le Isole Marshall e le Isole Caroline

### Belgio
- Riottiene ufficialmente l'indipendenza entro i confini pre-conflitto, mantenendo la colonia del Congo belga e riprendendo possesso dei territori europei dalla Germania

### Paesi Bassi
- Riottiene ufficialmente l'indipendenza entro i confini pre-conflitto, riprendendo possesso dei territori europei dalla Germania e delle Indie Orientali Olandesi dal Giappone e mantenendo le varie colonie in America (Suriname e Antille Olandesi)

### Lussemburgo
- Riottiene ufficialmente l'indipendenza entro i confini pre-conflitto dalla Germania

### Norvegia
- Riottiene ufficialmente l'indipendenza entro i confini pre-conflitto dalla Germania

### Danimarca
- Riottiene ufficialmente l'indipendenza dalla Germania, mantenendo il controllo sulla Groenlandia e sulle Isole Faroe
- Concede l'indipendenza all'Islanda

### Principato di Monaco
- Riottiene ufficialmente l'indipendenza dalla Germania

## Potenze dell'Asse

### Italia
- Cede il Dodecaneso alla Grecia
- Cede l'isola di Saseno all'Albania
- Cede quasi tutta la Venezia-Giulia, Zara, Lagosta e Pelagosa alla Jugoslavia
- Ottiene l'amministrazione sulla Somalia italiana
- Perde la Libia, dichiarata indipendente nel 1951
- Perde l'Etiopia, tornata indipendente
- Cede l'Eritrea all'Etiopia
- Cede Briga Marittima e Tenda, la frazione di Piena del comune di Olivetta San Michele, l'ospizio del Piccolo San Bernardo, Monte Chaberton presso Sestriere, gran parte della Valle Stretta presso Bardonecchia, il lago del Moncenisio, il colle del Moncenisio e una parte del comune di Claviere alla Francia

### Germania
- Cede le zone orientali alla Polonia (Pomerania orientale, Posnania, Slesia), così come parte dell'exclave Prussia Orientale, mentre la restante parte è ceduta all'Unione Sovietica
- Perde, fino al 1956, la Saarland, posta sotto tutela francese

### Ungheria
- Cede Rusovce, Jarovce e Čunovo alla Cecoslovacchia

### Romania
- Riottiene la Transilvania e parte del Banato
- Cede Bessarabia e parte della Bucovina all'Unione Sovietica
- Cede la Dobrugia Meridionale alla Bulgaria

### Bulgaria
- Mantiene la Dobrugia Meridionale, tolta alla Romania

### Finlandia
- Cede Petsamo e la Carelia all'Unione Sovietica

### Austria
- Viene posta sotto occupazione alleata

### Impero giapponese
- Cede tutti i possedimenti in Cina
- Perde la Corea, divisa in Corea del Nord e Corea del Sud
- Cede tutti i possedimenti nel Pacifico conquistati in guerra
- Cede le Isole Curili e la parte meridionale di Sachalin all'Unione Sovietica